# 러시아 철도
러시아 철도(러시아어: Российские железные дороги (РЖД) 로시스키예 젤레즈니예 도로기 (예르제데)[*], 영어: Russian Railways 러시안 레일웨이스[*] 이하 줄여서 JSC RZD)는 러시아 지역에 여객 철도 운송업을 하는 준공영 기업이다. 2003년에 별도의 철도 사업부와 분리되면서 현재에 이르고 있고 2012년에 세계 철도 회사 중 3대 운송 회사로 성장하게 되었다. 회사본부는 모스크바에 있다.